# Kattemalalavadi, Hunsur
Kattemalalavadi là một làng thuộc tehsil Hunsur, huyện Mysore, bang Karnataka, Ấn Độ.